# مينا جاردن سيتي
مينا جاردن سيتي هي إحدى المجمعات السكنية الحديثة في مصر، تم بناؤهامن قبل شركة مينا للاستثمار تقع في مدينة 6 أكتوبر.
ويتكون هذا المجمع من 11 مرحلة لكن المرحلة الأولى الوحيدة المكتملة وتتكون من فلل (بيوت) تحتوي على بركة سباحة خاصة وحديقة خلفية كما تمتاز بكثرة المناطق الخضراء والحدائق التي نادرا ما تتوفر في القاهرة. كما ان المدينة مسيجة ويحميها الحراس طوال 24 ساعة.
بعد تولي اتحاد الملاك إدارة القرية من شركة مينا بداية من عام 2000 واصبحت الأعمال زاتية وبمساعدات شركات خارجية ورئيس الاتحاد من أحد الملاك التي يتم ترشيحهم من قبل مالكي الوحدات في جمعيه عموميه مشهرة وفي عام 2011 ومنذ تولي السيد م/ محمود حسن مرسي رئاسه الاتحاد تم حدوث طفرة بالقرية واصبحت الأعمال زاتية بالكامل وتم تطوير السوق التجاري بالقرية .